# Модоја (Валча)
Модоја (рум. Modoia) насеље је у Румунији у округу Валча у општини Чернишоара. Oпштина се налази на надморској висини од 344 m.

## Становништво
Према подацима из 2002. године у насељу је живело 576 становника, од којих су сви румунске националности.